# Hruzewycia (przystanek kolejowy)
Hruzewycia (ukr. Грузевиця) – posterunek odgałęźny i przystanek kolejowy w pobliżu miejscowości Hruzewycia, w rejonie chmielnickim, w obwodzie chmielnickim, na Ukrainie. Położony jest na linii Odessa – Lwów.